# Bessenay
Bessenay é uma comuna francesa na região administrativa de Auvérnia-Ródano-Alpes, no departamento de Ródano. Estende-se por uma área de 14,01 km². Em 2010 a comuna tinha 2 397 habitantes (densidade: 171,1 hab./km²).